# 宮原義利
宮原 義利（みやはら よしとし、宝暦10年3月23日（1760年5月8日） - 文化2年6月19日（1805年7月15日））は、江戸時代後期の旗本。宮原義汨の三男で、兄の宮原義潔の養子。通称は辰三郎、後に勘五郎。諱は初め氏利、後に義利。
天明5年（1785年）に勘五郎義利と称す。文化2年（1805年）に46歳で逝去して、甥である養子の義周が後を継いだ。法号は本源院自山見性。